# MKVToolNix
MKVToolNix est un logiciel libre de multiplexage de fichiers Matroska fonctionnel sous Linux, NetBSD, OS X et Windows.